# Appel à Galilée

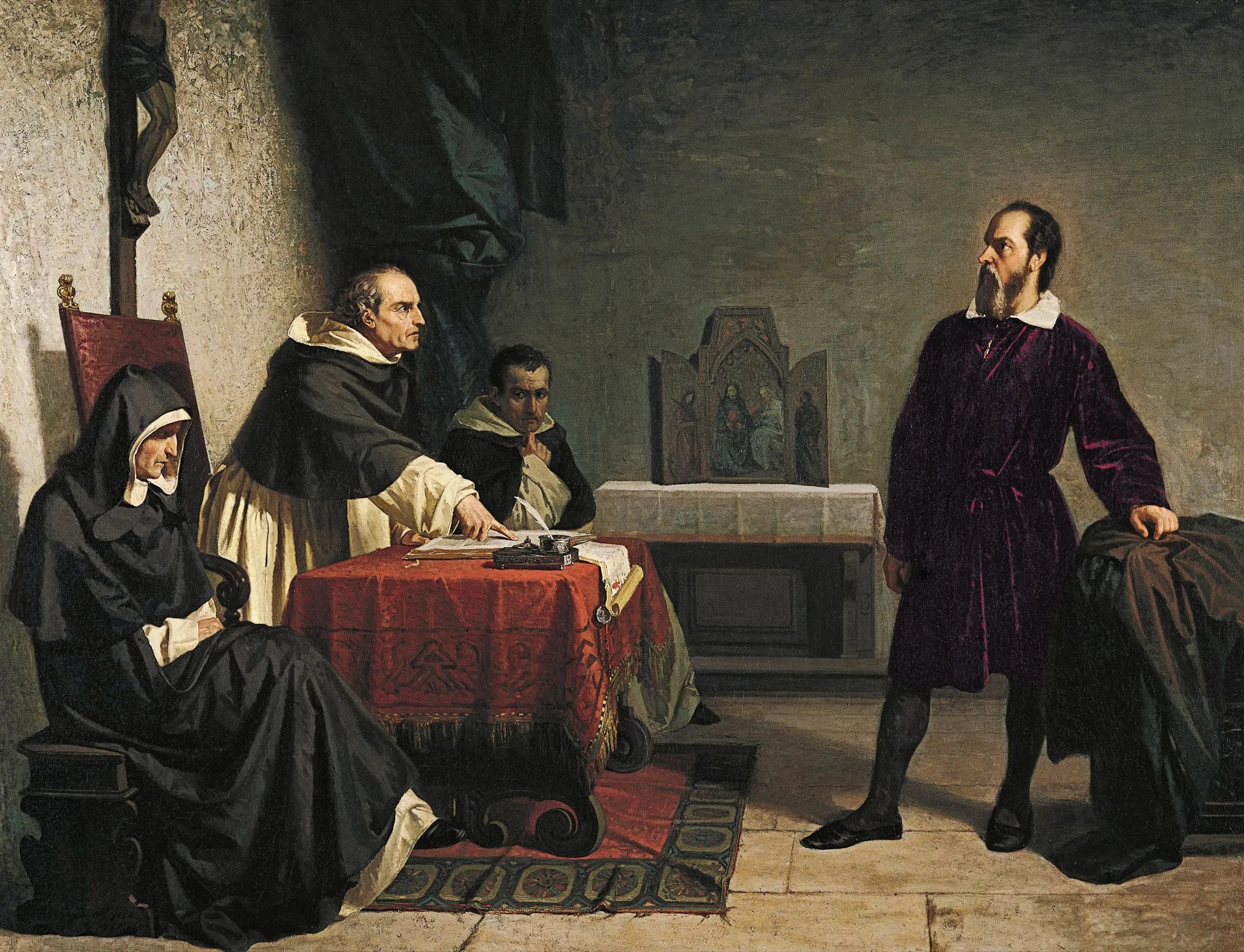
Galilée devant l'Inquisition romaine, par Cristiano Banti. Le procès de Galilée est présenté par les partisans des pseudosciences comme un « précédent ».

L'appel à Galilée (Galileo gambit en anglais) est un raisonnement fallacieux de la famille des sophismes par association. Il consiste à arguer du fait que la thèse de l'héliocentrisme de Galilée a été ridiculisée en son temps, puis réhabilitée et démontrée en tant que vérité scientifique, pour prétendre que telle ou telle théorie marginale, aujourd'hui rejetée par la science, sera jugée exacte dans l'avenir. Cet argument est souvent utilisé par les adeptes des pseudosciences et les partisans de l'« histoire alternative » : selon leur point de vue, l'avenir leur donnera raison comme il a donné raison à Galilée.

## Principe
L'appel à Galilée a pour fonction de contester l'état des connaissances scientifiques ou historiques admis par le consensus savant. Le sophisme consiste à assimiler le refus de la thèse de Galilée, qui s'est finalement révélée exacte, au refus de théories qui ne sont pas vérifiées aujourd'hui par la réalité. En d'autres termes, si une idée est jugée fausse aujourd'hui, cela signifie qu'elle est vraie et  qu'elle sera reconnue demain.
Les partisans d'une théorie non scientifique présupposent la validité de celle-ci en établissant un parallèle avec le procès de Galilée, transformé d'une manière mythique en événement fondateur du débat sur les pseudosciences. Leurs opposants sont alors tenus d'accepter cette théorie prétendument « innovante » sous peine d'apparaître « négatifs », « réactionnaires », tels les « censeurs » et l'Inquisition qui condamnèrent le savant italien. Il leur faut réserver leur jugement et laisser l'avenir décider. Les adversaires des pseudosciences sont en effet présentés comme les gardiens d'une tradition dépassée, hostiles au changement. Une touche de pathétique est ajoutée grâce à l'évocation des persécutions subies par Galilée.
Ce sophisme peut être réfuté par le simple fait qu'une théorie rejetée ou ridiculisée par la science n'est pas nécessairement exacte et que de nombreuses théories rejetées ou ridiculisées sont fausses. Par ailleurs, lors du procès de Galilée, c'était Galilée qui représentait la science fondée sur les faits et empiriquement démontrée, tandis que ses adversaires étaient les tenants d'une doctrine idéologique fondée sur la foi, comme le sont les pseudo-sciences. 

Ainsi, Carl Sagan fait remarquer : 

« Le fait que certains génies ont fait l'objet de moqueries ne signifie pas que tous ceux dont on se moque sont des génies. On s'est moqué de Christophe Colomb, on s'est moqué de Fulton, on s'est moqué des frères Wright. Mais on s'est aussi moqué de Bozo le clown. »

## Dans les médias
Il arrive régulièrement que des chercheurs amateurs ou professionnels, face aux réfutations de leurs théories, fassent appel à Galilée pour impressionner le grand public et se constituer en victimes de l'obscurantisme scientifique. 